# Endlessly
Endlessly è il secondo album in studio della cantante britannica Duffy, pubblicato il 26 novembre 2010 dalle etichette discografiche A&M e Polydor Records.

## Antefatti e pubblicazione
Il 16 settembre 2010 Duffy aveva affermato che avrebbe presto pubblicato un secondo album dopo Rockferry del 2008, intitolato Endlessly, registrato a New York e a Londra.
L'album è stato preceduto dal singolo Well, Well, Well, pubblicato nell'ottobre dello stesso anno. Il secondo estratto dell'album, My Boy, è stato invece pubblicato nel gennaio 2011.
L'album contiene dieci tracce, tutte scritte da Duffy e Albert Hammond, il produttore dell'album, fatta eccezione per Girl, che è stata scritta da Don Paul e Paddy Chambers.

## Tracce
1. My Boy - 3:27
2. Too Hurt to Dance - 3:15
3. Keeping My Baby - 2:49
4. Well, Well, Well - 2:45
5. Don't Forsake Me - 4:01
6. Endlessly - 2:59
7. Breath Away - 4:12
8. Lovestruck - 2:52
9. Girl - 2:26
10. Hard for the Heart - 4:57

## Classifiche
| Classifica (2010) | Posizione massima |
| ----------------- | ----------------- |
| Australia         | 27                |
| Austria           | 17                |
| Belgio (Fiandre)  | 18                |
| Belgio (Vallonia) | 24                |
| Canada            | 63                |
| Danimarca         | 2                 |
| Finlandia         | 9                 |
| Francia           | 18                |
| Grecia            | 10                |
| Irlanda           | 27                |
| Italia            | 85                |
| Norvegia          | 20                |
| Nuova Zelanda     | 19                |
| Paesi Bassi       | 6                 |
| Polonia           | 24                |
| Regno Unito       | 9                 |
| Repubblica Ceca   | 22                |
| Russia            | 20                |
| Spagna            | 40                |
| Stati Uniti       | 72                |
| Svezia            | 4                 |
| Svizzera          | 10                |

### Classifiche di fine anno
| Classifica (2011) | Posizione |
| ----------------- | --------- |
| Belgio (Fiandre)  | 84        |
| Belgio (Vallonia) | 89        |
| Danimarca         | 100       |
| Paesi Bassi       | 98        |

## Date di pubblicazione
| Paese       | Data             | Etichetta/e  |
| ----------- | ---------------- | ------------ |
| Germania    | 26 novembre 2010 | Polydor      |
| Regno Unito | 29 novembre 2010 | A&M, Polydor |
| Stati Uniti | 7 dicembre 2010  | Mercury      |